# テラス (企業)
テラス（英：Telus Corporation）は、カナダの大手電気通信事業者。本社はブリティッシュコロンビア州バーナビー。

## 概要
カナダ各地にてデータ通信、インターネット・プロトコール（IP）、音声（電話）、映像、娯楽など幅広い通信サービスを提供している。テラスは携帯電話サービスにCDMA2000、HSPA+及びにLTE方式を採用している。
また、カナダ西部のブリティッシュコロンビア州及びアルバータ州では、光ファイバー網を展開しており、FTTHまたはVDSLによる高速インターネット事業を提供している。
1990年にアルバータ州の公営電話事業が民営化され、企業としてのテラスが設立。1999年に、アメリカ・GTE社の傘下にありブリティッシュコロンビア州で電話事業を行っていたBCTelと合併した。その結果、カナダの通信市場における占有率は、ベル・カナダの42%に次いで2位の22%となった。